# Дофин
Дофи́н (фр. Dauphin), полностью дофин Франции (фр. Dauphin de France) или дофин Вьеннский (фр. Dauphin de Viennois) — с XIV века титул наследника французского престола, при условии, что он являлся прямым потомком правящего короля.
Титул дофина автоматически присваивался первому в очереди престолонаследия по прямой нисходящей линии сразу при рождении, восшествии на престол родителя или смерти предыдущего дофина, в отличие, например, от британского титула наследника престола принца Уэльского, который всегда жалуется по усмотрению монарха и не обязательно сразу после рождения.
Сыновья короля Франции носили титул сынов Франции (fils de France), внуки по мужской линии получали титул внуков Франции (petits-enfants de France), в совокупности их называли детьми Франции enfants de France (аналогично титулу инфанта в Испании и Португалии). Сыновья и внуки дофина занимали более высокое положение, чем их двоюродные братья, и считались соответственно детьми и внуками самого короля. Сыновья дофина, хотя и были внуками короля, тоже носили титулы сыновей Франции, а внуки дофина — внуков Франции. Другие правнуки короля считались просто принцами крови.
Титул известен во Франции с раннего Средневековья. На гербе графа Гига IV Вьеннского был изображён дельфин (фр. dauphin), и граф получил прозвище «Le Dauphin». Затем титул «Дофин Вьеннский», произошедший от этого прозвища, наследовали графы Вьеннские. Область, которой они правили, получила название Дофине, потом титул перешел к Старшему Бургундскому дому, графу Альбона Гигу VI (род угас в 1282 году). В 1349 году дофины Вьеннские продали титул французской короне Филиппу VI с условием, что титул будут носить наследники престола.
Первым дофином Франции (наследником французской короны) стал будущий король Франции Карл V, сын Жана II Доброго. В дальнейшем этот титул носили престолонаследники, являвшиеся прямыми потомками правящих королей (сыновьями, внуками, правнуками, прямыми потомками по мужской линии, при условии, что мать не была «незаконнорождённым ребёнком» и если не было ограничительных юридических мер по престолонаследию, совершению тяжких преступлений, против лиц королевской крови (убийство, покушение на убийство, заговор с целью совершения убийства, планировка этих действий); если наследником был брат, племянник или иной родственник короля, он не носил титула дофина. Титул сохранялся до 1791 года, когда был после введения во Франции недолговечной конституционной монархии 1791—1792 годах заменён на титул «королевский принц» (Prince Royal).
Титул был восстановлен в 1814 году при Реставрации Бурбонов, но сначала лишь теоретически, так как Людовик XVIII был бездетен. После его смерти в 1824 году дофином Франции стал сын Карла X Луи-Антуан, герцог Ангулемский, который носил титул до 1830 года. После Июльской Революции 1830 года титул был окончательно упразднён и вновь заменён на «королевский принц».
Титул жены наследника — дофина (фр. Dauphine).

## Список дофинов Франции
| Портрет | Имя                | Наследник короля  | Дата рождения    | Стал Дофином     | Прекратил быть Дофином                            | Дата смерти      | Другие титулы, пока был Дофином              | Тронное имя  | Дофина                                                  |
| ------- | ------------------ | ----------------- | ---------------- | ---------------- | ------------------------------------------------- | ---------------- | -------------------------------------------- | ------------ | ------------------------------------------------------- |
|         | Шарль              | Иоанна II Доброго | 21 января 1338   | 22 августа 1350  | 8 апреля 1364 стал королём                        | 16 сентября 1380 | Герцог Нормандии Карл I Герцог Турени Карл I | Карл V       | Жанна де Бурбон                                         |
|         | Шарль              | Карла V           | 3 декабря 1368   | 3 декабря 1368   | 16 сентября 1380 стал королём                     | 21 октября 1422  |                                              | Карл VI      | —                                                       |
|         | Шарль              | Карла VI          | 26 сентября 1386 | 26 сентября 1386 | 28 декабря 1386                                   | 28 декабря 1386  |                                              | —            | —                                                       |
|         | Шарль              | Карла VI          | 6 февраля 1392   | 6 февраля 1392   | 13 января 1401                                    | 13 января 1401   | Герцог Гиени Карл I                          | —            | —                                                       |
|         | Луи                | Карла VI          | 22 января 1397   | 13 января 1401   | 18 декабря 1415                                   | 18 декабря 1415  | Герцог Гиени Людовик II                      | —            | Маргарита Бургундская                                   |
|         | Жан                | Карла VI          | 31 августа 1398  | 18 декабря 1415  | 5 апреля 1417                                     | 5 апреля 1417    | Герцог Турени Жан I                          | —            | Жаклин Эно                                              |
|         | Шарль              | Карла VI          | 22 февраля 1403  | 5 апреля 1417    | 21 октября 1422 стал королём                      | 22 июля 1461     |                                              | Карл VII     | —                                                       |
|         | Луи                | Карла VII         | 3 июля 1423      | 3 июля 1423      | 22 июля 1461 стал королём                         | 30 августа 1483  |                                              | Людовик XI   | Маргарита Стюарт; Шарлотта Савойская                    |
|         | Франсуа            | Людовика XI       | 1466             | 1466             | 1466                                              | 1466             |                                              | —            | —                                                       |
|         | Шарль              | Людовика XI       | 30 июня 1470     | 30 июня 1470     | 30 августа 1483 стал королём                      | 7 апреля 1498    |                                              | Карл VIII    | —                                                       |
|         | Шарль-Орлан        | Карла VIII        | 11 октября 1492  | 11 октября 1492  | 16 декабря 1495                                   | 16 декабря 1495  |                                              | —            | —                                                       |
|         | Шарль              | Карла VIII        | 8 сентября 1496  | 8 сентября 1496  | 2 октября 1496                                    | 2 октября 1496   |                                              | —            | —                                                       |
|         | Франсуа            | Карла VIII        | июль 1497        | июль 1497        | июль 1497                                         | июль 1497        |                                              | —            | —                                                       |
|         | Франсуа            | Франциска I       | 28 февраля 1518  | 28 февраля 1518  | 10 августа 1536                                   | 10 августа 1536  | Герцог Бретани Франциск III                  | —            | —                                                       |
|         | Анри               | Франциска I       | 31 марта 1519    | 10 августа 1536  | 31 марта 1547 стал королём                        | 10 июля 1559     | Герцог Бретани Генрих                        | Генрих II    | Екатерина Медичи                                        |
|         | Франсуа            | Генриха II        | 19 января 1544   | 31 марта 1547    | 10 июля 1559 стал королём                         | 5 декабря 1560   | Король-консорт Шотландии                     | Франциск II  | Мария Шотландская                                       |
|         | Луи                | Генриха IV        | 27 сентября 1601 | 27 сентября 1601 | 14 мая 1610 стал королём                          | 14 мая 1643      |                                              | Людовик XIII | —                                                       |
|         | Луи-Дьёдонне       | Людовика XIII     | 5 сентября 1638  | 5 сентября 1638  | 14 мая 1643 стал королём                          | 1 сентября 1715  |                                              | Людовик XIV  | —                                                       |
|         | Луи, Великий Дофин | Людовика XIV      | 1 ноября 1661    | 1 ноября 1661    | 14 апреля 1711                                    | 14 апреля 1711   |                                              | —            | Мария Анна Виктория Баварская                           |
|         | Луи                | Людовика XIV      | 16 августа 1682  | 14 апреля 1711   | 18 февраля 1712                                   | 18 февраля 1712  | Герцог Бургундский                           | —            | Мария Аделаида Савойская                                |
|         | Луи                | Людовика XIV      | 8 января 1707    | 18 февраля 1712  | 8 марта 1712                                      | 8 марта 1712     |                                              | —            | —                                                       |
|         | Луи                | Людовика XIV      | 15 февраля 1710  | 8 марта 1712     | 1 сентября 1715 стал королём                      | 10 мая 1774      | Герцог Анжуйский Людовик V                   | Людовик XV   | —                                                       |
|         | Луи-Фердинанд      | Людовика XV       | 4 сентября 1729  | 4 сентября 1729  | 20 декабря 1765                                   | 20 декабря 1765  |                                              | —            | Мария Тереза Рафаэла Испанская; Мария Жозефа Саксонская |
|         | Луи-Огюст          | Людовика XV       | 23 августа 1754  | 20 декабря 1765  | 10 мая 1774 стал королём                          | 21 января 1793   | Герцог Беррийский Людовик I                  | Людовик XVI  | Мария-Антуанетта                                        |
|         | Луи-Жозеф          | Людовика XVI      | 22 октября 1781  | 22 октября 1781  | 4 июня 1789                                       | 4 июня 1789      |                                              | —            | —                                                       |
|         | Луи-Шарль          | Людовика XVI      | 27 марта 1785    | 4 июня 1789      | 1 октября 1791 титул изменён на Королевский принц | 8 июня 1795      |                                              | Людовик XVII | —                                                       |
|         | Луи-Антуан         | Карла X           | 6 августа 1775   | 16 сентября 1824 | 2 августа 1830 стал королём и отрёкся             | 3 июня 1844      | Герцог Ангулемский Людовик IV                | Людовик XIX  | Мария Тереза Французская                                |
| Портрет | Имя                | Наследник         | Дата рождения    | Стал Дофином     | Прекратил быть Дофином                            | Дата смерти      | Другие титулы, пока был Дофином              | Тронное имя  | Дофина                                                  |